# Dân An
Dân An là một xã thuộc huyện Tứ Kỳ, tỉnh Hải Dương, Việt Nam.

## Địa lý
Xã Dân An có diện tích 8,84 km², dân số năm 2022 là 10.966 người, mật độ dân số đạt 1.240 người/km².

## Lịch sử
Ngày 24 tháng 10 năm 2024, Ủy ban Thường vụ Quốc hội ban hành Nghị quyết số 1250/NQ-UBTVQH15 về việc sắp xếp đơn vị hành chính cấp xã của tỉnh Hải Dương giai đoạn 2023 – 2025 (nghị quyết có hiệu lực từ ngày 1 tháng 12 năm 2024). Theo đó, thành lập xã Dân An thuộc huyện Tứ Kỳ trên cơ sở toàn bộ 3,69 km² diện tích tự nhiên, quy mô dân số là 4.918 người của xã Quảng Nghiệp và toàn bộ 5,15 km² diện tích tự nhiên, quy mô dân số là 6.048 người của xã Dân Chủ.
Xã Dân An có 8,84 km² diện tích tự nhiên và quy mô dân số là 10.966 người.